# Señorío de Villafranca

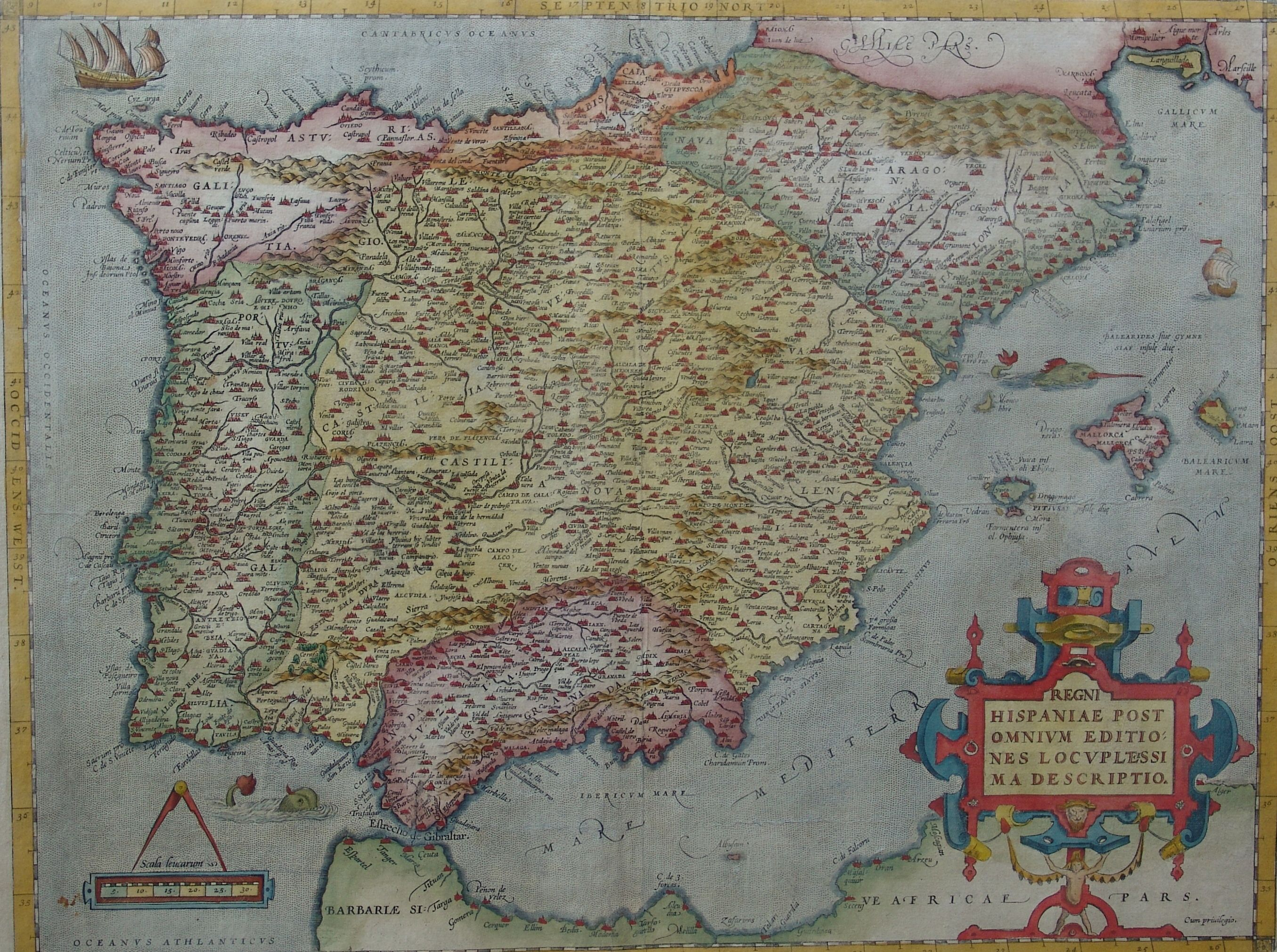
Mapa de España en 1570. Ortelius.

El señorío de Villafranca se encontraba ubicado en la provincia de Ávila, España, de cuya existencia se tiene noticia a principios del siglo XII. Comprendía los territorios ocupados en la actualidad por Villafranca de la Sierra, Navacepedilla de Corneja y por parte del actual término municipal de Casas del Puerto, todos ellos pertenecientes al Valle del Corneja, abarcando un área sobre plano de unos 80 km², aunque debido al carácter sumamente montuoso del territorio la superficie real se aproximaba a los 200 km².
Según la Crónica de la Población de Ávila el primer señor de Villafranca fue Blasco Muñoz, hijo del célebre caballero burgalés Martín Muñoz, poblador de "Las Posadas", y sobrino de Doña Menga Muñoz, hermana del anterior. Las crónicas narran que Martín Muñoz era descendiente de Nuño Rasura, conde y juez de Castilla.
Martín Muñoz y Álvar Fáñez acompañaron a Rodrigo Díaz de Vivar, El Cid, en su destierro, hasta la conquista de Valencia. Ambos aparecen citados en el "Cantar del mío Cid". 
Alfonso VI y "El Cid" se reconciliaron en Toledo tras la toma de esta ciudad por el Rey en el año 1085. El Rey reconoció la injusticia cometida con Rodrigo Díaz y quiso resarcir a "El Cid" y a sus jefes de tropas. 
Raimundo de Borgoña, yerno de Alfonso VI, encargado por este de repoblar el territorio reconquistado, entregó una extensa zona a Martín Muñoz para repoblarla. Martín Muñoz se dirigió allí y la puso su propio nombre (la actual villa de Martín Muñoz de las Posadas) Archivado el 9 de abril de 2017 en Wayback Machine.. 
Posteriormente se casó con Jimena Bezudo (hermana de Pedro Rodríguez, militar de distinción, que como dote la entregó vastos territorios en la campiña) y dotaron a sus hijos con distintos asentamientos. Así nacieron los pueblos de Blasco Muñoz (hoy desaparecido), Gutiérrez Muñoz y Armuña (nombre de una hija suya), entre otros.

## Lista de los señores de Villafranca
1. Blasco Muñoz (h. 1100)
2. Esteban Domingo (h. 1120)
3. Blasco Muñoz
4. Esteban Domingo Dávila (h. 1234)
5. Juan Esteban (Alfonso X)
6. Esteban Domingo (h. 1275)
7. Blasco Muñoz ( -1285)
8. Ibáñez Esteban (h. 1296)
9. Esteban Domingo Dávila (h. 1302)
10. Esteban Pérez Dávila (Alfonso XI)
11. Gonzalo González Dávila (h. 1304)

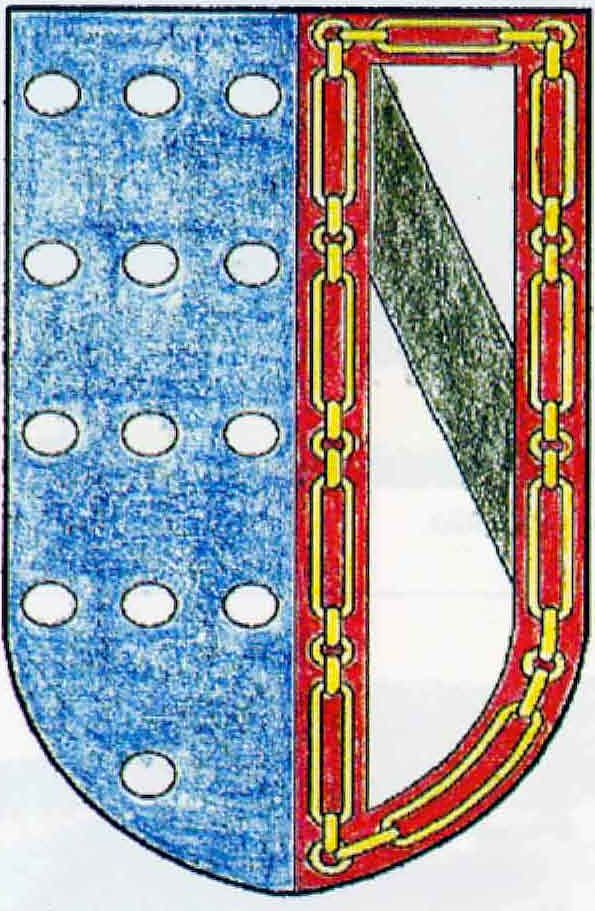
Armas de don Pedro Dávila y Zúñiga.

12. Esteban Domingo "el Viejo" (h. 1395)
13. Pedro González Dávila (h. 1402)
14. Diego González Dávila ( -1436)
15. Pedro Dávila Azítores
16. Pedro Dávila "el Viejo" (h. 1475)
17. Esteban Dávila y Toledo ( -1504)
18. Pedro Dávila y Zúñiga (1492-1567)
19. Pedro Dávila y Córdoba ( -1579)
20. Pedro Esteban Dávila y Enríquez (1560- )
21. Jerónima Dávila y Manrique ( -1646)
22. Antonia Dávila y Corella (1619- )
23. Francisco de Benavides y Dávila
24. Manuel de Benavides y Aragón ( -1748)
25. Antonio de Benavides y de la Cueva (1726-1782)
26. Joaquina María de Benavides y Pacheco (1746-1805)
27. Joaquín María Fernández de Córdoba y Benavides (1780-1840)
28. Luis Fernández de Córdoba y Ponce de León (1813-1873)
29. Luis Fernández de Córdoba y Pérez Barradas (1851-1879)
30. Luis Fernández de Córdoba y Salabert (1879-1956)
31. Victoria Eugenia Fernández de Córdoba y Fernández de Henestrosa (1917-2013)
32. Marco de Hohenlohe-Langenburg y Medina, XIX duque de Medinaceli (1962- )